# San Martín de San Juan
A San Martín de San Juan egy argentin labdarúgócsapat San Juan városában. A egyesületet 1907. szeptember 27-én alapították. A klub jelenleg a másodosztályban szerepel és a 26 500 néző befogadására alkalmas Estadio Ingeniero Hilario Sánchezben játssza hazai mérkőzéseit.

## Jelenlegi keret
2022. július 26. szerint.
| # |     | Poszt | Név                                                             |
| - | --- | ----- | --------------------------------------------------------------- |
| — | ARG | K     | Nicolás Avellaneda (kölcsönben a Defensa y Justicia csapatától) |
| — | ARG | K     | Kevin Humeler                                                   |
| — | ARG | K     | Francisco Rivadeneira (kölcsönben a San Lorenzo csapatától)     |
| — | URU | V     | Richard Fernández                                               |
| — | ARG | V     | Jonathan Bottinelli                                             |
| — | ARG | V     | Augusto Aguirre (kölcsönben a River Plate csapatától)           |
| — | ARG | V     | Matías Escudero                                                 |
| — | ARG | V     | Felipe Di Lena (kölcsönben a Vélez Sarsfield csapatától)        |
| — | ARG | V     | Alejandro Molina (kölcsönben a San Lorenzo csapatától)          |
| — | ARG | V     | Gaston Vega                                                     |
| — | ARG | KP    | Damián Lemos                                                    |
| — | ARG | KP    | Ignacio Antonio                                                 |
| — | ARG | KP    | Martín Rivero                                                   |

| # |     | Poszt | Név                                                        |
| - | --- | ----- | ---------------------------------------------------------- |
| — | ARG | KP    | Matías Giménez Rojas                                       |
| — | ARG | KP    | Leonel Álvarez                                             |
| — | ARG | KP    | Jere Rodríguez                                             |
| — | ARG | KP    | Pablo Aranda (kölcsönben a Lanús csapatától)               |
| — | ARG | CS    | Sebastián González                                         |
| — | ARG | CS    | Ruiz                                                       |
| — | ARG | CS    | Ignacio Lago (kölcsönben a Talleres de Córdoba csapatától) |
| — | ARG | CS    | Tomás Fernández (kölcsönben a Boca Juniors csapatától)     |
| — | ARG | CS    | Sebastian Ramírez (kölcsönben a Huracán csapatától)        |
| — | ARG | CS    | Nicolás Franco                                             |
| — | ARG | CS    | Matías Benítez (kölcsönben a River Plate csapatától)       |
| — | ARG | CS    | Sebastián Penco                                            |

## Fordítás
Ez a szócikk részben vagy egészben  a   San Martín de San Juan című angol Wikipédia-szócikk fordításán alapul.  Az eredeti cikk szerkesztőit annak laptörténete sorolja fel. Ez a jelzés csupán a megfogalmazás eredetét és a szerzői jogokat jelzi, nem szolgál a cikkben szereplő információk forrásmegjelöléseként.